# Luftstreitkräfte des Mandschurischen Kaiserreichs
Die Luftstreitkräfte des Mandschurischen Kaiserreichs (chinesisch 大滿洲帝國空軍 / 大満州帝国空军, Pinyin Dà Mǎnzhōu Dìguó Kōngjūn, dt. Luftstreitkräfte des großen Mandschurischen Kaiserreichs) waren die Luftstreitkräfte des japanischen Marionettenstaats Mandschukuo in der nordostchinesischen Mandschurei.

## Geschichte

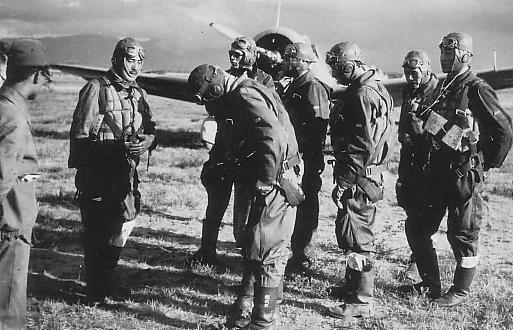
Piloten der mandschurischen Luftstreitkräfte im September 1942

Die mandschurischen Luftstreitkräfte wurden im Februar 1937 gegründet, als 30 ausgesuchte Soldaten des mandschurischen Heeres zur Ausbildung in das Luftstreitkräftearsenal der japanischen Kwantung-Armee nach Harbin geschickt wurden. Als ihr Vorläufer wird die 1932 gegründete Mandschurische Lufttransportgesellschaft gesehen, die später in Mandschurische Luftfahrt-Aktiengesellschaft umbenannt wurde. Diese Hauptaufgabe der offiziell zivilen Gesellschaft bestand darin, Transport- und Aufklärungsflüge für das in der Mandschurei stationierte japanische Militär zu übernehmen.
Das erste Geschwader wurde auf dem Flugfeld von Xinjing unter dem Kommando eines japanischen Oberleutnants aufgestellt und bestand anfangs aus einem alten französischen Doppeldecker vom Typ Nieuport-Delage Ni-D.29. Später wurden leichte Bomber vom Typ Kawasaki KDA-2 und Jagdflugzeuge vom Typ Nakajima 91 aus Japan geliefert.
Ein zweites Geschwader wurde in Shenyang aufgestellt und zur Jahreswende 1938/39 ein drittes Geschwader in Harbin gebildet. Ab Juli 1940 wurden diese von einem zentralen Luftverteidigungshauptquartier in Xinjing aus koordiniert.
Trotz des Namens flogen in den ersten Jahren ausschließlich japanische Piloten bei den Luftstreitkräften und auch die Wartungseinheiten bestanden großteils aus Japanern. Erst nach 1940 wurden auch ethnische Mandschu als Piloten zugelassen. Zu diesem Zweck war am 30. August 1940 eine Flugschule in Tongliao eingerichtet worden, an der neben militärischen auch zivile Piloten für die Mandschurische Luftfahrt-Aktiengesellschaft ausgebildet wurden. Im Januar 1941 stand die Schule kurz vor ihrer Schließung, als eine Gruppe von etwa 100 Pilotenschülern ihre Lehrer ermordete und zu einer antijapanischen Guerillatruppe in der Mandschurei überlief. Im September und Oktober 1942 erhielt die Flugschule erstmals zwanzig Trainingsflugzeuge der Typen Tachikawa Ki-9, Tachikawa Ki-55 und Mansyū Ki-79. Dies geschah im Angesicht der im Pazifikkrieg stark steigenden Verlustrate der japanischen Piloten.
Etwa zur gleichen Zeit wurden den Luftstreitkräften Transportflugzeuge der Typen Nakajima Ki-34, Junkers Ju 86, Tachikawa Ki-54 und Manshū Hayabusa geliefert, welche als Transporteinheiten für die mandschurische Regierung und das Kaiserhaus dienten.
Im Jahr 1944 wurden die mandschurischen Luftstreitkräfte dem Oberbefehl des Kaisers Puyi entzogen und der 2. japanischen Luftarmee unterstellt, um ihre Einsätze besser koordinieren zu können. Zu dieser Zeit verfügte die Luftwaffe über einen Bestand von etwa 100–120 Kampfflugzeugen, hauptsächlich vom Typ Nakajima Ki-27. Das Geld für die Anschaffung dieser Flugzeuge wurde hauptsächlich über „Spenden“ verschiedener, in Mandschukuo ansässiger japanischer Unternehmen aufgebracht. Da die Hauptaufgabe in der Abwehr feindlicher Luftangriffe bestand, verfügte sie über nur wenige taktische Bomber vom Typ Kawasaki Ki-32.
Als die US-amerikanischen Luftangriffe auf die Mandschurei im Verlauf des Jahres 1944 an Intensität zunahmen und sich die Nachschubsituation in der Mandschurei zuspitzte, erhielten auch die mandschurischen Luftstreitkräfte den Befehl zum Einsatz von Kamikaze-Taktiken. Die erste erfolgreiche Rammattacke gegen Boeing B-29-Bomber wurde im Dezember 1944 gemeldet. Ab Anfang 1945 forderte man von Japan neue Jäger der Typen Nakajima Ki-43 und Nakajima Ki-44 an. Da die US-amerikanischen Luftangriffe auf die Mandschurei in dieser Zeit abnahmen, auf den japanischen Hauptinseln parallel aber verstärkt wurden, lieferten die Japaner nur sehr wenige dieser Flugzeuge.
Als im weiteren Verlauf des Jahres 1945 ein Angriff der Sowjetunion auf die Mandschurei wahrscheinlicher wurde, schulte man die mandschurischen Jagdpiloten zum Angriff auf Landfahrzeuge um. Nach Beginn der sowjetischen Invasion gab die 2. japanische Luftarmee den mandschurischen Luftstreitkräften den Befehl, sich mit ihren Flugzeugen in Selbstopferangriffen auf sowjetische Panzer zu stürzen, um diese zu zerstören. Aufgrund des schnellen Zusammenbruchs der japanischen und mandschurischen Streitkräfte ist dieser Befehl offenbar nicht mehr ausgeführt worden.